# Wanda Rożynek-Łukanowska
Wanda Henryka Rożynek-Łukanowska (ur. 7 marca 1919 w Berlinie, zm. 26 lutego 2008 w Poznaniu) – profesor zwyczajny Akademii Wychowania Fizycznego w Poznaniu.

## Życiorys
Działaczka Związku Harcerstwa Polskiego w Niemczech oraz Związku Polaków w Niemczech, w 1939 aresztowana przez Gestapo.
Studiowała medycynę na Uniwersytecie Humboldtów w Berlinie, gdzie w 1944 doktoryzowała się (nostryfikacja w 1948 na Wydziale Lekarskim Uniwersytetu Poznańskiego). Od 1950 pracownik naukowy Akademii Medycznej w Poznaniu (adiunkt, dr hab. i docent), od 1966 docent i kierownik Zakładu Fizjologii Akademii Wychowania Fizycznego w Poznaniu, 1969-1972 dziekan, od 1971 profesor nadzwyczajny, następnie profesor zwyczajny. Jej wychowankiem jest profesor zwyczajny Tadeusz Rychlewski - rektor Akademii Wychowania Fizycznego w Poznaniu.
W 1982 (w stanie wojennym) odmówiła przyjęcia urzędu rektora Akademii Wychowania Fizycznego w Poznaniu.
Siostra patologa prof. Mariana Rożynka (1912-1990) i bratowa prof. Danuty Rożynkowej.
Pochowana na cmentarzu Górczyńskim w Poznaniu.

## Publikacje książkowe
- (współautor) „Fizjologia pracy. Skrypt przeznaczony do użytku słuchaczy studium podyplomowego doskonalenia kadr leśnictwa”. Red. Jan Kiersz, Wyższa Szkoła Rolnicza w Poznaniu, Poznań 1965.
- „Wybrane ćwiczenia z fizjologii wysiłku fizycznego i sportu”. Red. Wanda Rożynek-Łukanowska, Akademia Wychowania Fizycznego w Poznaniu, Poznań 1976.
- „Wybrane ćwiczenia z fizjologii wysiłku fizycznego i sportu”. Red. Wanda Rożynek-Łukanowska, Akademia Wychowania Fizycznego w Poznaniu, Poznań 1978.
- „Zakład Fizjologii Ogólnej i Sportu w 60-leciu akademickiego nauczania wychowania fizycznego”, Akademia Wychowania Fizycznego w Poznaniu, Poznań 1979.
- „Podstawy fizjologii człowieka”. Red. Wanda Rożynek-Łukanowska, Akademia Wychowania Fizycznego w Poznaniu, Poznań 1982.
- „Wybrane ćwiczenia z fizjologii i sportu”. Red. Wanda Rożynek-Łukanowska, Akademia Wychowania Fizycznego w Poznaniu, Poznań 1986.
- „Wybrane ćwiczenia z fizjologii ogólnej”. Red. Wanda Rożynek-Łukanowska, Akademia Wychowania Fizycznego w Poznaniu, Poznań 1986.